# Terry Melcher
Terrence 'Terry' Melcher (nome de batismo: Terrence P. Jorden)  (Nova York, 8 de fevereiro de 1942 - Beverly Hills, 19 de novembro de 2004) foi um músico e produtor musical norte-americano, um dos responsáveis por modelar o estilo sonoro do rock da costa oeste dos Estados Unidos nos anos 60. Seus mais conhecidos trabalhos foram com a banda The Byrds e com os Beach Boys, dois famosos grupos da Califórnia. Era filho da atriz Doris Day.
Melcher foi o alvo frustrado de Charles Manson, nos crimes cometidos por ele e seus seguidores em agosto de 1969, que custaram a vida da atriz Sharon Tate e de mais quatro pessoas, na mansão antes habitada por ele, em 10050 Cielo Drive, Los Angeles.

## Biografia
Melcher, que cresceu entre estúdios de gravação de sets de filmagens, recebeu o sobrenome de seu padrasto e segundo marido de Day, Martin Melcher, um produtor de filmes de Hollywood que o adotou.Como produtor, trabalhou com artistas como Wayne Newton, Pat Boone e Ry Cooder. Em 1965, trabalhando com The Byrds, ele conseguiu o seu maior sucesso como produtor de estúdio com a single "Mr. Tambourine Man", gravado pela banda, um cover da música original de Bob Dylan, que chegou ao #1 da Billboard.
Foi um dos organizadores do Monterey Pop Festival em 1967 e produziu por quatro anos o programa de tv de sua mãe, The Doris Day Show, na rede CBS, além de ser seu agente. Nos anos 70 gravou dois discos, com os amigos Ry Cooder, The Byrds e a própria mãe, como backing vocal.
Em 1988, ele foi indicado ao Globo de Ouro pela coautoria, junto com John Phillips, Scott McKenzie e Mike Love, da canção Kokomo, gravada pelos Beach Boys e usada na trilha sonora do filme Cocktail, com Tom Cruise, #1 da Billboard, a primeira vez que os BBoys voltaram ao topo da parada desde 1966. A single recebeu o certificado de disco de ouro por mais de um milhão de cópias vendidas.
Morreu em Los Angeles, aos 62 anos, após uma longa batalha contra um melanoma.

## Família Manson
No verão de 1968, seu amigo Dennis Wilson, dos Beach Boys, o apresentou a um aspirante a cantor e líder de um grupo de jovens hippies, chamado Charles Manson, que queria gravar um disco produzido por ele. Um documentário sobre Manson e sua peculiar trupe também foi idealizado, mas Melcher rejeitou os projetos depois de testemunhar uma briga dele com um dublê bêbado no rancho em que a 'Família' estava morando, após deixarem a casa de Wilson. Pouco depois disso, Melcher sublocou a mansão em Bel Air, em que vivia com a namorada Candice Bergen, ao diretor de cinema polonês Roman Polanski e sua mulher, a atriz Sharon Tate.
Em agosto de 1969, quatro integrantes da Família Manson, por ordem do líder atacaram a casa e assassinaram as pessoas encontradas dentro dela: Sharon Tate, Jay Sebring, Abigail Folger, o namorado dela e amigo de Polanski - que estava na Europa - Wojciech Frykowski e o estudante Steven Parent, amigo do caseiro, matando-os a tiros e facadas. Antes dos assassinatos, Manson esteve na casa algumas vezes, procurando por Melcher e mesmo informado que ele não morava mais ali, pareceu não acreditar. Uma das assassinas, Susan Atkins, depois disse que "Charlie escolheu aquela casa para incutir medo em Terry Melcher, que nos havia prometido algumas coisas e nunca cumpriu".
Após Manson e sua Família serem presos, Melcher contratou guarda-costas pessoais e disse a Vincent Bugliosi, o promotor do caso e mais tarde autor do livro best-seller Helter Skelter, sobre os crimes e os julgamentos, que passou a ter tanto medo depois dos massacres que precisou de tratamento psiquiátrico. Melcher foi uma das testemunhas de acusação mais amedrontadas durante o julgamento da Família Manson.